# Allucio di Campugliano in Valdinievole
Allucio di Campugliano in Valdinievole (Campugliano, 1070 – Campugliano, 23 ottobre 1134) è stato confessore e amministratore di xenodochio.

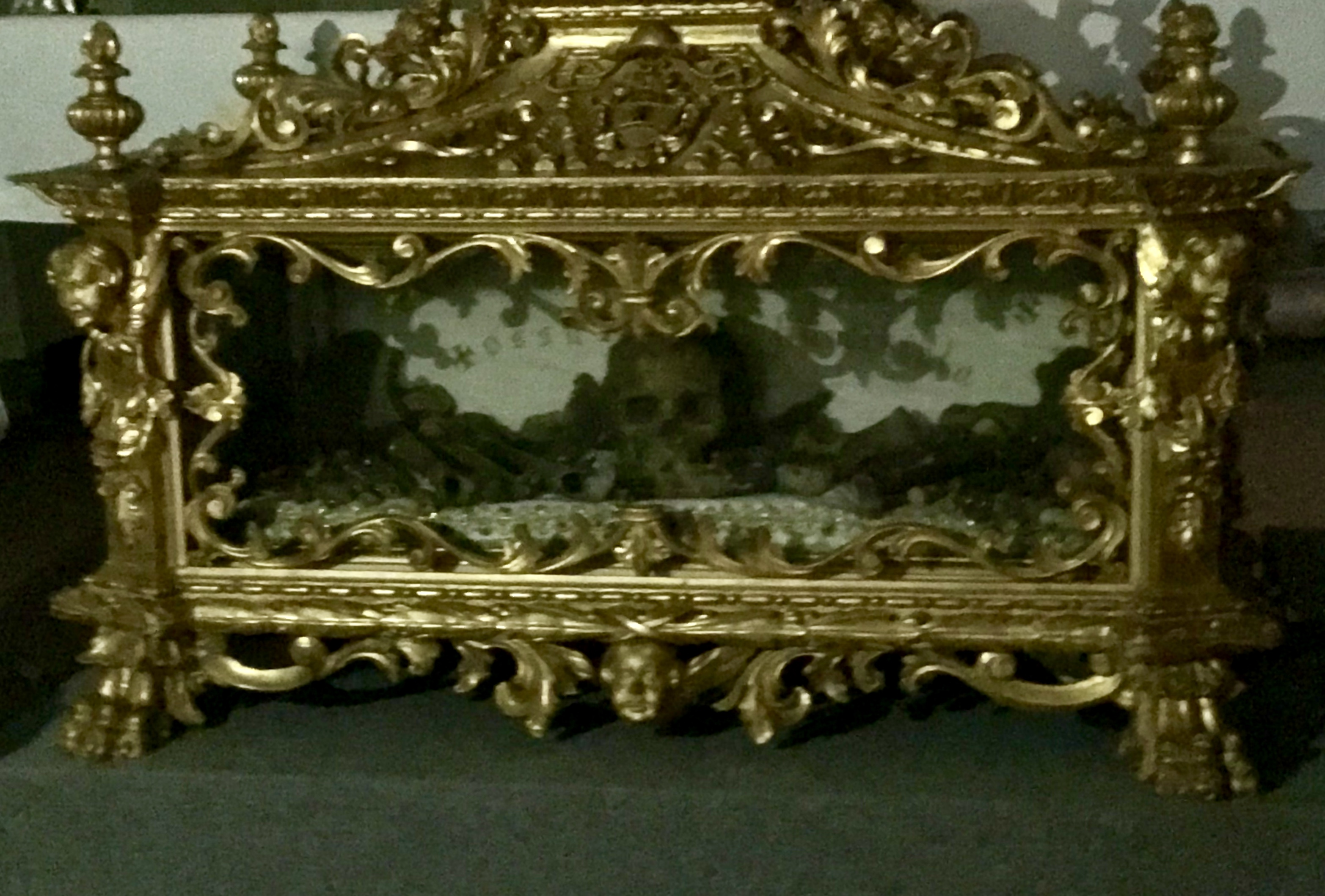
Le spoglie di Allucio nel Duomo di Pescia

È venerato come santo dalla Chiesa cattolica.

## Biografia
Allucio, figlio di Omodeo, era un allevatore di bovini che contemporaneamente si dedicava all'accoglienza presso la sua casa dei viandanti della vicina strada Firenze-Lucca, l'antica Cassia-Clodia, e fondò uno xenodochio con chiesa dedicata ai santi Luca ed Ercolano. Le cronache del tempo raccontano che egli si seppe contornare di molti collaboratori, attratti dal suo carisma e dalla sua fede semplice ma salda, fondando una sorta di congregazione laicale d'assistenza, i fratres Allucii.
L'attività di Allucio, sempre più incoraggiata dai pievani di Pescia e dallo stesso vescovo di Lucca, si estese ben oltre Campugliano e la stessa Valdinievole, giungendo sino in pianura padana. Secondo la leggenda devozionale, grazie alla sua autorità, fu sospesa una guerra tra le città di Faenza e Ravenna.
Allucio fu uomo d'azione ma anche un grande adoratore dell'eucaristia. Spesso, soprattutto in Quaresima, egli compiva digiuni penitenziali. Sempre secondo la tradizione agiografica, la fama gli attirò numerosi pellegrini e sarebbe stato protagonista di miracoli, attribuiti all'intercessione dello spedalingo.
Allucio morì il 23 ottobre 1134. Le sue spoglie furono sepolte dai confratelli all'interno della chiesa dei santi Luca ed Ercolano. Il 23 ottobre 1182, preso atto della grande devozione popolare, il vescovo di Lucca lo proclamò santo.

## Le spoglie
Nel 1344 il vescovo di Lucca Guglielmo Dulcini ordinò al frate domenicano Paolo Lapi una ricognizione delle ossa di Allucio, che furono disseppelite dalla fossa in cui erano state collocate due secoli prima e deposte in un'urna di pietra, poi sistemata sull'altare maggiore della chiesa di Campugliano. Al momento, l'ospedale faceva parte della "commenda dei Cavalieri Gerosolimitani" di Pisa, che l'avevano rilevato dai fratres Allucii, ormai ridotti ai minimi termini. In seguito entrerà a far parte della commenda fiorentina, per poi divenire dei Cavalieri di Malta, che lo mantennero sino al 1791.
In quell'anno, a seguito delle soppressioni operate dal granduca di Toscana Pietro Leopoldo a spese degli ordini regolari e cavallereschi, l'antico ospizio di Sant'Allucio, peraltro non più utilizzato per gli scopi per cui era stato fondato, fu chiuso e la struttura venduta a privati. Il vescovo di Pescia Francesco Vincenti perciò si premurò di rimuovere le spoglie di Allucio dalla ex chiesa di Campugliano e portarle in Episcopio al fine di trovare loro una collocazione più consona. Ci fu una lunga disputa tra i fedeli della neonata parrocchia di Santa Lucia di Uzzano, nel cui territorio insisteva l'ex spedale, che rivendicavano il diritto di custodire le ossa nella propria chiesa, e i canonici della cattedrale di Pescia, che volevano la sistemazione delle spoglie in duomo. Prevalsero i secondi e infatti le ossa, contenute in una nuova urna, furono sistemate nella cappella della Vergine del Rosario.
Nel 1934, in occasione dell'800º anniversario dalla morte di Allucio, il vescovo di Pescia Angelo Simonetti fece realizzare una nuova cappella in cattedrale dedicata al Santo per meglio esporre alla venerazione dei fedeli la sacra urna. In quell'occasione l'antica località di Campugliano, divenuta Botteghino di Uzzano, cambiò nome e divenne Sant'Allucio di Uzzano.
Nel 2000 infine la Congregazione per le Cause dei Santi, su impulso del vescovo di Pescia Giovanni De Vivo, ha proclamato sant'Allucio patrono secondario della diocesi di Pescia al fianco della patrona principale, la Beata Vergine della Fontenova di Monsummano.